# IC 4257
IC 4257 је ознака објекта на координатама са ректансцензијом 13h 27m 20,5s и деклинацијом + 46° 52" 6'. Открио га је Џејмс Едвард Килер, 1899. године. Каснијим посматрањима на том положају није уочен никакав астрономски објекат.